# Laura Bicāne
Laura Bicāne (18. juni 1990 i Daugavpils i Lettiske SSR) er en lettisk sangerinde og komponist.
Laura Bicāne skriver sange på lettisk, letgallisk, engelsk, tysk og fransk.
Laura Bicāne tog sin studentereksamen på Špoģi gymnasium i 2009, og hun studerede også på Špoģi musik- og kunstskole indtil 2004, hvor hun deltog i harmonikaklassen. For øjeblikket studerer hun på Daugavpils Universitet sideløbende med Daugavpils Musikgymnasium.
Hun har deltaget i forskellige letgalliske musikbegivenheder og musikfestivaller i Letland fx "Upītes Uobeļduorzs", "LA-LA-DRA" og "Made in Latgola". Laura Bicāne har også givet koncerter i Tyskland og Frankrig, og deltog også i det tyske musikprogram Fehmarn sucht den Inselstar (Femern søger østjernen), hvor hun deltog i 2. plads kategorien Live Act i 2010.
Bicānes sang Freakin' Out skal deltage i en af de lettiske semifinaler til det lettiske melodigrandprix 2012.